# Super PLAY
Pour le magazine britannique, voir Super Play.
Super PLAY (souvent abrégé SP) est un magazine suédois de jeux vidéo. Lancé en mars 1993 sous le nom Super Power, c'est le premier magazine de jeux vidéo indépendant lancé en Suède. En dépit de son indépendance, le magazine ne couvre initialement que les jeux Nintendo, mais la couverture des jeux est étendue en 1995 à toutes les consoles majeures. Le magazine change de nom en mars 1996, et en juin 2001, la revue commence à couvrir les jeux PC. Son tirage mensuel est de 25 000 unités en 2003. Le rédacteur en chef est Tobias Bjarneby jusqu'en novembre 2004, qui quitte la rédaction avec une grande partie du personnel pour former le magazine Reset (qui fusionne plus tard avec le magazine Player 1 pour former le magazine LEVEL). Le dernier rédacteur en chef est Joakim Bennet, qui succède à Tommy Rydling en mi-2007.
Le 17 août 2009, Joakim Bennet annonce que le magazine sera stoppé dans un avenir proche,. Le dernier numéro, publié en octobre 2009, est consacré à des versions antérieures du magazine, dont la presque totalité du magazine traite des coulisses et des citations de différents numéros de Super PLAY.